# Мэдисон-сквер-гарден
«Мэ́дисон-сквер-га́рден» (традиционно принятая транскрипция; встречаются варианты Ме́дисон- и -скуэ́р-; англ. Madison Square Garden), также «Эм-эс-джи» (англ. MSG) и «Гарден» (англ. The Garden) — спортивный комплекс в Нью-Йорке, США. Место проведения международных соревнований по нескольким видам спорта и домашняя арена для команд НХЛ и НБА. Также концертная площадка.
Ежегодно на арене проходит порядка 320 различных мероприятий. «Мэдисон-сквер-гарден» — домашняя арена для «Нью-Йорк Рейнджерс» (НХЛ), «Нью-Йорк Никс» (НБА).

## История
За свою историю «Мэдисон-сквер-гарден» находился в четырёх разных зданиях. Первый комплекс был построен 1879 году на северо-восточном углу Мэдисон-сквер (назван в честь четвёртого президента США Джеймса Мэдисона), на пересечении Мэдисон-авеню и 26-й улицы. В 1890 году первая открытая арена была снесена и на её месте построен крытый комплекс. В 1925 году построено новое здание в районе Адская кухня, между Восьмой и Девятой авеню и 49-й и 50-й улицами. С 1968 года комплекс размещается в многоэтажном здании на Восьмой авеню между 31-й и 33-й улицами, над Пенсильванским вокзалом.
На арене проходили Матч всех звёзд НХЛ 1973 и 1994 годов, Матч всех звёзд НБА 1954, 1955, 1968, 1998 и 2015 годов и Матч всех звёзд WNBA в 1999, 2003 и 2006 годах. Финалы Чемпионата НБА в 1970 («Нью-Йорк Никс» выиграли Чемпионат в МСГ), 1972, 1973, 1994 и 1999 годах. Финалы Кубка Стэнли в 1972, 1979 и 1994 («Рейнджерс» выиграли Чемпионат в МСГ) годах.
«Мэдисон-сквер-гарден» считается «меккой» рестлинга и домом WWE (ранее WWF и WWWF). «Гарден» принимал три WrestleMania, больше, чем любая другая арена, включая первый выпуск ежегодного главного события WWE, а также 10-й и 20-й выпуски. Здесь также проходили Royal Rumble в 2000 и 2008 годах, SummerSlam в 1988, 1991 и 1998 годах, а также Survivor Series в 1996, 2002 и 2011 годах. С арены также транслировались многочисленные эпизоды еженедельных шоу WWE, Raw и SmackDown. 6 апреля 2019 года New Japan Pro-Wrestling (NJPW) и Ring of Honor провели на арене супершоу G1 Supercard, билеты на которое были распроданы за 19 минут после поступления в продажу.